# 伴造
伴造（とものみやつこ）是日本大和時代大和王权实施的氏姓制度中被赐予「造」、「首」等「姓」的豪族；也指同一时期实施的部民制中负责领导「部民」从事实际生产的中低級氏族。
在日语中“伴”与“友”、“供”同音，有侍奉大和王权大王的意思，起源于5世纪左右，畿内及其周边的中小豪族被组织起来，作为「伴」，世袭地分担宫廷的各种职务，如殿守、水取、掃守和門守等。这种「伴」制度的发展，导致在5世纪后期，进一步形成了伴造率领伴的体制。而“造”则有集团首领的意思。
有时候伴造也包括高级氏族，但狭义上讲，伴造指「造」、「首」等中低级氏族。此外，一些下级氏族被排除在伴造之外。
被指定为伴造的氏族，都有自己的职责，领导管辖下的部民，以人力或物力服务于大和王权。在大化改新后，一部分旧有的「部民」被重新编为品部和杂户，以确保武器、奢侈品生产以及特殊技艺的传承，领导品部和杂户、主管器物制造等实际事务的下级官员则是繼承伴造职能的伴部。